# Đảng Vì nước Thái
Đảng Vì nước Thái (tiếng Thái: พรรคเพื่อไทย, Chuyển tự Hoàng gia: Phak Phuea Thai) hay Đảng Pheu Thái là một chính đảng lớn và là đảng cầm quyền hiện tại ở Thái Lan sau cuộc tổng tuyển cử năm 2023.
Đảng Vì nước Thái được thành lập vào ngày 20 tháng 9 năm 2007 như một sự thay thế dự kiến cho Đảng Sức mạnh Nhân dân đã bị Tòa án Hiến pháp Thái Lan giải thể sau khi phát hiện các thành viên của đảng gian lận bầu cử.
Đảng Vì nước Thái hiện đang được lãnh đạo bởi thủ tướng Paetongtarn Shinawatra, một nữ doanh nhân và là con gái của cựu thủ tướng Thaksin Shinawatra. Đảng này có xu hướng ủng hộ phổ biến  ở phía bắc và đông bắc của Thái Lan. Đảng đã giành được 141 ghế trong cuộc tổng tuyển cử năm 2023, trở thành đảng có số ghế lớn thứ hai tại Hạ viện Thái Lan.

## Lịch sử hình thành và phát triển

### Quá trình hình thành (2008–2011)
Tiền thân của đảng Vì nước Thái là Đảng Sức mạnh Nhân dân (PPP) đã bị Tòa án Hiến pháp Thái Lan giải thể vào ngày 2 tháng 12 năm 2008. Đến ngày 3 tháng 12 năm 2008, phần lớn các cựu nghị sĩ quốc hội của Đảng Sức mạnh Nhân dân đã chuyển sang Đảng Vì nước Thái (PTP) mới thành lập. Trong đại hội đồng của đảng, ủy ban điều hành đầu tiên đã được bầu vào ngày 7 tháng 12 năm 2008. Các ứng cử viên cho vị trí lãnh đạo của đảng là: Yongyuth Wichaidit, Apiwan Wiriyachai, cựu Phó Chủ tịch Hạ viện, cựu Bộ trưởng Y tế Chalerm Yubamrung và cựu Bộ trưởng Công nghiệp Mingkwan Saengsuwan. Cuối cùng, Yongyuth Wichaidit đã được bầu làm lãnh đạo của đảng.
Trong phiên họp Quốc hội Thái Lan tháng 12 năm 2008, Đảng Vì nước Thái đã vận động để các đảng trong liên minh ủng hộ họ nhưng không thành công. Các nghị sĩ Quốc hội của năm đảng liên minh đã quyết định ủng hộ Abhisit Vejjajiva làm thủ tướng tiếp theo và tự thành lập một liên minh do Đảng Dân chủ lãnh đạo.
Sau đó, Đảng Vì nước Thái đã kêu gọi thành lập một chính phủ đoàn kết dân tộc trong đó tất cả các đảng sẽ tham gia, với Sanoh Thienthong của Đảng Pracharaj làm thủ tướng mới. Đề xuất này đã bị các đảng trong liên minh với Đảng Dân chủ bác bỏ. Vào ngày 11 tháng 12, Worrawat Eua-apinyakul, khi đó là nghị sĩ Quốc hội của Đảng Vì nước Thái, đề xuất rằng đảng này nên thúc đẩy giải tán Hạ viện và tổng tuyển cử, với hy vọng tước đi đa số ghế trong quốc hội của liên minh hiện tại. Tuy nhiên, Chủ tịch Hạ viện Chai Chidchob đã lên tiếng phản đối kế hoạch này.
Vào ngày 15 tháng 12 năm 2008, đảng đã cử Pracha Promnok làm ứng cử viên của đảng cho chức thủ tướng nhưng không thành công và kể từ đó đã trở thành đảng đối lập với chính phủ liên minh cầm quyền của thủ tướng Abhisit Vejjajiva.

### Chính phủ của Yingluck Shinawatra (2011-2014)
Đảng Vì nước Thái đã tranh cử lần đầu tiên kể từ khi thành lập trong cuộc tổng tuyển cử Thái Lan năm 2011. Ngày 16 tháng 5 năm 2011, em gái út của cựu thủ tướng Thaksin Shinawatra là Yingluck Shinawatra đã được đề cử làm người đứng đầu đại diện theo tỷ lệ danh sách đảng của Đảng Vì nước Thái và là ứng cử viên thủ tướng. Một trong những chính sách chính của bà trong chiến dịch là hòa giải dân tộc. Cuộc bầu cử được kỳ vọng sẽ là cuộc cạnh tranh ngang tài ngang sức giữa Đảng Vì nước Thái và Đảng Dân chủ cầm quyền.
Sau đó, Đảng Vì nước Thái đã có chiến thắng áp đảo và đã giành được 265 trong số 500 ghế tại Hạ viện Thái Lan vào ngày 3 tháng 7. Thủ tướng Abhisit Vejjajiva đã thừa nhận thất bại trong cuộc bầu cử và chúc mừng bà Yingluck Shinawatra trở thành nữ thủ tướng đầu tiên của Thái Lan.  Mặc dù giành được đa số áp đảo trong Hạ viện Thái Lan, Đảng Vì nước Thái tuyên bố sẽ thành lập chính phủ liên minh với năm đảng nhỏ. Vào ngày 5 tháng 8, Yingluck Shinawatra đã được bầu làm thủ tướng với 296 phiếu thuận. Cuộc bầu cử đã được nhà vua Bhumibol Adulyadej chấp thuận và Yingluck được nhà vua chính thức bổ nhiệm vào ngày 8 tháng 8 năm 2011.

### Chính phủ của Srettha Thavisin và Paetongtarn Shinawatra (2023-nay)

Xe loa phóng thanh của Đảng Pheu Thai, với Paetongtarn Shinawatra là ứng cử viên thủ tướng, năm 2023

Trong cuộc tổng tuyển cử Thái Lan năm 2023, Đảng Vì nước Thái đã lặp lại lập trường của mình rằng họ sẽ không thành lập liên minh với cả Đảng Quyền lực Nhà nước Nhân dân và Đảng Thống nhất Quốc gia Thái Lan do sự tham gia của họ vào cuộc đảo chính năm 2014. Sau cuộc bầu cử năm 2023, lãnh đạo liên minh và ứng cử viên của Đảng Tiến lên Pita Limjaroenrat đã bị thượng viện phản đối giữ chức thủ tướng. Sau đó, liên minh đã bị giải tán và thay thế bằng liên minh do Đảng Vì nước Thái lãnh đạo mà không có Đảng Tiến lên.
Vào ngày 12 tháng 8, Đảng Vì nước Thái đã thành lập một liên minh mới bao gồm Đảng Tự hào Thái Lan và các đảng ủng hộ chính quyền quân sự gồm Đảng Quyền lực Nhà nước Nhân dân và Đảng Thống nhất Quốc gia Thái Lan. Động thái này đã bị chỉ trích rộng rãi vì nó phá vỡ lời hứa bầu cử của họ là không làm việc với các đảng có liên hệ với chính quyền quân sự đã từng lật đổ họ vào năm 2014.
Vào ngày 22 tháng 8 năm 2023, ứng cử viên Srettha Thavisin của đảng này đã được bầu làm Thủ tướng thứ 30 của Thái Lan sau khi giành được đủ số phiếu từ Quốc hội Thái Lan.
Sau khi Tòa án Hiến pháp Thái Lan bãi nhiệm Srettha Thavisin khỏi chức thủ tướng vào ngày 14 tháng 8 năm 2024, Paetongtarn Shinawatra đã được đề cử để kế nhiệm ông. Đề cử của bà đã được Hạ viện Thái Lan chấp thuận vào ngày 16 tháng 8 sau khi không có ứng cử viên nào từ các đảng khác ứng cử thủ tướng, khiến bà trở thành người trẻ nhất và là người phụ nữ thứ hai trở thành Thủ tướng Thái Lan. Bà chính thức tuyên thệ nhậm chức Thủ tướng thứ 31 của Thái Lan vào ngày 18 tháng 8 sau khi được Quốc vương Vajiralongkorn chứng thực.

## Ý thức hệ
Tương tự như những đảng tiền nhiệm của mình, Đảng Vì nước Thái là một đảng chính trị theo đường lối dân túy thu hút tầng lớp nghèo ở nông thôn và thành thị. Đảng này có xu hướng ủng hộ phổ biến bởi những người nông dân và tầng lớp lao động nông thôn, chủ yếu ở các vùng phía bắc và đông bắc của Thái Lan. Vào năm 2023, Đảng Vì nước Thái đã vận động tranh cử theo các chính sách dân túy về kinh tế bao gồm tiền mặt (ví kỹ thuật số 10,000 bath), mở rộng phạm vi bảo hiểm y tế và tăng lương tối thiểu.
Đảng này chủ yếu theo chủ nghĩa tự do về các vấn đề xã hội, bãi bỏ chế độ nghĩa vụ quân sự, phi hình sự hóa mại dâm và hợp pháp hóa hôn nhân đồng giới. Đảng Vì nước Thái cũng bảo thủ trong việc cải cách luật khi quân và phản đối việc cải cách chế độ quân chủ.
Mặc dù bị một số người coi là cánh tả, Đảng Vì nước Thái có lập trường ủng hộ doanh nghiệp và tự do về kinh tế. Dưới thời chính quyền Yingluck Shinawatra, đảng đã thông qua một số đợt cắt giảm thuế doanh nghiệp và cân nhắc giảm thuế thu nhập doanh nghiệp hơn nữa để thúc đẩy đổi mới sáng tạo và tăng trưởng kinh doanh. Năm 2023, Paetongtarn Shinawatra tuyên bố tư tưởng Chủ nghĩa tư bản phải có trái tim đã củng cố thêm hình ảnh kinh tế của đảng là một  đại diện cho Chủ nghĩa tư bản đồng cảm.

## Thủ tướng của Đảng Vì nước Thái
| Tên                    | Chân dung | Nhiệm kỳ                                  | Bầu cử                               |
| ---------------------- | --------- | ----------------------------------------- | ------------------------------------ |
| Yingluck Shinawatra    |           | 5 tháng 8 năm 2011 – 7 tháng 5 năm 2014   | 2011                                 |
| Srettha Thavisin       |           | 22 tháng 8 năm 2023 – 14 tháng 8 năm 2024 | 2023                                 |
| Paetongtarn Shinawatra |           | 16 tháng 8 năm 2024 – hiện nay            | 2023 (được Hạ viện bầu vào năm 2024) |

## Kết quả bầu cử

### Tổng tuyển cử
| Bầu cử | Tổng số ghế giành được tại Hạ viện | Tổng số phiếu | Tỉ lệ    | Kết quả bầu cử              | Lãnh đạo bầu cử        |
| ------ | ---------------------------------- | ------------- | -------- | --------------------------- | ---------------------- |
| 2011   | 265 / 500                          | 15,744,190    | 48.41%   | 76 ghế; Liên minh cầm quyền | Yingluck Shinawatra    |
| 2014   | Không có                           | Không có      | Không có | Chính quyền quân sự         | Yingluck Shinawatra    |
| 2019   | 136 / 500                          | 7,920,630     | 22.29%   | 129 ghế; Đối lập            | Sudarat Keyuraphan     |
| 2023   | 141 / 500                          | 10,962,522    | 28.86%   | 5 ghế; Liên minh cầm quyền  | Paetongtarn Shinawatra |

### Thống đốc Bangkok
| Bầu cử | Ứng viên              | Tổng số phiếu | Tỉ lệ  | Kết quả |
| ------ | --------------------- | ------------- | ------ | ------- |
| 2009   | Yuranunt Pamornmontri | 611,669       | 29.06% | Thua    |
| 2013   | Pongsapat Pongcharoen | 1,077,899     | 40.97% | Thua    |
| 2022   | Chadchart Sittipunt   | 1,386,769     | 52.65% | Thắng   |

### Hội đồng đô thị Bangkok
| Bầu cử | Tổng số ghế giành được | Tổng số phiếu | Tỉ lệ  | Kết quả bầu cử |
| ------ | ---------------------- | ------------- | ------ | -------------- |
| 2010   | 15 / 61                |               |        | 5 ghế          |
| 2022   | 20 / 50                | 620,009       | 26.77% | 5 ghế          |

### Bầu cử Hội đồng Quận
| Bầu cử | Tổng số ghế giành được | Tổng số phiếu | Tỉ lệ | Kết quả bầu cử |
| ------ | ---------------------- | ------------- | ----- | -------------- |
| 2010   | 65 / 361               |               |       | 5 ghế          |